# Platycrepidius prodigus
Platycrepidius prodigus là một loài bọ cánh cứng trong họ Elateridae. Loài này được Janson miêu tả khoa học năm 1882.